# SAHAJi
SAHAJi（サハジ）は、日本人の兄弟オルタナティヴ・ロックバンド。
メンバーはボーカル&ギター担当の西田蕉太郎（にしだ しょうたろう）と、ギター&ボーカルを担当する弟の西田曜志朗（にしだ ようしろう）。富山県富山市出身。バンド名はサンスクリット語で「自然に育つ」という意味を持つ。

## 略歴
2002年に結成。音楽好きの両親の影響でそれぞれ6歳と5歳でギターを始めた兄弟は、小学生時代から路上ライブを行いながら音楽活動を続ける。若手アーティスト向けの全国大会で奨励賞を獲得し、レコード会社と育成契約を結ぶも、国内での成功には至らず、一時期富山に戻ることとなる。
2020年のクリスマス、兄弟間の意見の対立が激化し、喧嘩に発展。一時は流血を伴う騒動となり、その後バンドは約1年間の活動休止に入った。しかし休止期間中も、蕉太郎は「SAHAJi以外に道はない」との思いを抱き続け、独自に海外進出への道を模索。SNSを通じて海外の音楽関係者にアプローチを重ねた。
2022年秋にはロンドンでのライブ参加が決まり、弟の曜志朗も英国に呼び寄せる。その際、オアシスなどを手掛けた音楽プロデューサーのニック・ブラインに接触し、蕉太郎が14歳の時に作詞作曲した「Future In The Sky」を披露。これが高く評価され、CDデビューが決定。
2024年1月に「Future In The Sky」がリリースされ、全英チャートで8位にランクインし、イギリス内で注目を集める。5月15日付のSpotifyの「Daily Viral Songs（Japan）」では「Future In The Sky」は1位にランクイン。5月18日に、凱旋ライブを地元富山で行ったのち、6～7月にはロンドンツアーを敢行した。5月放送「めざまし8」で特集された際、目標はグラミー賞を受賞し、日本人初の世界的なロックンロールスターになることだと語っている。8月19日放送の「激レアさんを連れてきた。」で特集された際にはオードリーの若林正恭にノーブレーキ兄弟と任命される。11月、イギリスのロックバンドYard Actのジャパンツアーのサポートアクトをつとめる。
2025年1月、YouTubeチャンネルROCK FUJIYAMAに出演しROLLYと共演。2月4日、5枚目のシングル「I Am Here」をリリースしイギリスのFuture Hits Radioで2週連続1位を記録した。3月8日、Guitar Monsters Japan vol.2にマーティ・フリードマンとASTERISMと出演した。4月18日都内にて佐藤タイジと2マンライブを開催した。5月上映の不破央のドキュメンタリー映画「The Swimming Clown 水の導化師の物語」のエンディング曲「Dive Into A New World」を書き上げ、イギリスのラジオ局BBC Introducingでもオンエアされた。

## メンバー
- 西田蕉太郎（にしだ しょうたろう、1990年6月15日 - ）
  - ボーカルとギターを担当。兄。
  - 妻は演歌歌手の中里亜美

- 西田曜志朗（にしだ ようしろう、1992年7月21日 - ）
  - ギターを担当。弟。

## ディスコグラフィー
| 項目 | 内容                               |
| ---- | ---------------------------------- |
| EP   | 1st: Future In The Sky (2024年1月) |

## メディア出演

### テレビ
- 『めざまし8』（2024年5月24日、フジテレビ）[7]
- 『CDTV ライブ!ライブ!』（2024年6月3日、TBSテレビ）
- 『Venue101』（2024年6月29日、NHK）
- 『激レアさんを連れてきた。』（2024年8月19日、テレビ朝日）[8]

### ラジオ
- SAHAJi Rock'n'Roll Fly Day（2012年10月5日- 2018年、富山シティエフエム）[9]